# Middle-earth Enterprises
Middle-earth Enterprises (ранее известная как Tolkien Enterprises) — бизнес-предприятие, расположенное в Беркли, Калифорния. Компания владеет исключительными правами по всему миру на некоторые элементы двух самых известных литературных произведений Дж. Р. Р. Толкина: «Властелин Колец» и «Хоббит». Эти элементы включают названия произведений, имена персонажей книг, а также названия мест, предметов и событий книг, а также некоторые короткие фразы и высказывания из произведений.
Юрисдикция Middle-earth Enterprises, однако, не распространяется на другие работы Джона Толкина, в том числе посмертно обнаруженное творчество (Сильмариллион). Они принадлежат организации Tolkien Estate, возглавлявшейся сыном писателя, Кристофером Толкином. Соперничество между этими двумя организациями часто омрачает наследие Толкина: так, Кристофер через суд пытался помешать съёмкам фильмов по «Властелину Колец» и «Хоббиту», требуя выплатить 160 млн долларов, которые, по его мнению, причитаются его семье.

## История
Дж. Р. Р. Толкин в 1968 году продал права на фильмы, сценическое и торговое оформление «Хоббита» и «Властелина Колец» компании United Artists, которые в свою очередь продали их The Saul Zaentz Company в 1976 году.
В 1977 году компания Rankin/Bass Productions, Inc. получила права на создание анимационной версии «Хоббита», которая транслировалась на американском телеканале NBC. В 1978 году Tolkien Enterprises и United Artists профинансировали и выпустили анимационную версию «Властелина Колец» под руководством Ральфа Бакши, которая охватывала примерно первую половину одноимённой трилогии.
В 1999 году компания разорвала свое лицензионное соглашение с Iron Crown Enterprises на ролевые игры о Средиземье после того, как ICE прекратила разработку новых продуктов для этой линии. Это способствовало тому, что ICE подала заявку на банкротство в 2001 году. Затем Tolkien Enterprises заключила новое лицензионное соглашение с Decipher, Inc. на свою ролевую игру «The Lord of the Rings Roleplaying Game», которая публиковала контент с 2002 по 2006 год.
Изначально Miramax поддерживали производство фильмов Питера Джексона в 1997 году, но были ограничены своим тогдашним владельцем (The Walt Disney Company), который потребовал, чтобы они превратили историю в один фильм вместо двух (как тогда планировал сам Питер Джексон — из-за политики The Walt Disney Company Джексон перенёс проект в New Line Cinema, которая приобрела права на экранизацию «Властелина Колец» и «Хоббита» у Miramax примерно за 12 миллионов долларов.
Права на видеоигры на литературные произведения Толкина впервые были проданы Vivendi, которая выпустила «Братство Кольца» в 2002 году и «Хоббит» в 2003 году. Примерно в то же время лицензионные соглашения на продукты, относящиеся к фильмам, снятым Питером Джексоном, были получены Electronic Arts, что привело к выпуску серии игр, начиная с «The Two Towers» в 2002 году. В 2005 году EA приобрела права на выпуск игр, основанных также на литературных произведениях, выпуская продукты вплоть до выпуска «The Lord of the Rings: Conquest» в 2009 году, когда истёк срок действия лицензионного соглашения. Затем права на видеоигры перешли к Warner Brothers.
В 2010 году название компании было изменено на Middle-Earth Enterprises.
В 2011 году Cubicle 7 в сотрудничестве с Sophisticated Games выпустила «The One Ring Roleplaying Game» — лицензированную ролевую игру в Средиземье. В то время как игра имела свои уникальные правила, Cubicle 7 объявила 14 марта 2016 года, что она создаст адаптацию с использованием настольных игровых правил, совместимых с Dungeons & Dragons.
Компания была приобретена шведским холдингом Embracer Group в августе 2022 года.